# Mariusz Rybicki
Mariusz Rybicki (ur. 13 marca 1993 w Łodzi) – polski piłkarz występujący na pozycji pomocnika, zawodnik Lechii Tomaszów Mazowiecki, były młodzieżowy reprezentant Polski. 

## Kariera klubowa
Rybicki jest wychowankiem UKS SMS Łódź. W pierwszym zespole występował w latach 2010–2011.
19 grudnia 2011 został wypożyczony do Widzewa Łódź. W Ekstraklasie zadebiutował w meczu z Podbeskidziem Bielsko-Biała. W ciągu pół roku Rybicki rozegrał w najwyższej klasie rozgrywkowej sześć spotkań, zdobywając jednego gola, w meczu z Ruchem Chorzów. 9 lipca 2012 został wykupiony przez Widzew. W sezonie 2013/14 zagrał w 30 meczach strzelając 3 gole i notując 2 asysty natomiast sezon zakończył się spadkiem Widzewa z Ekstraklasy. Rybicki pozostał w klubie na kolejny sezon, który zakończył się drugim z rzędu spadkiem. Po sezonie 2014/15 spółka ogłosiła upadłość, a Mariusz Rybicki, stał się wolnym zawodnikiem. W barwach Widzewa rozegrał łącznie 90 spotkań, strzelając w nich 10 goli. W czasach występów w Widzewie, ze względu na potencjał, dobre wyszkolenie techniczne i charakterystyczną fryzurę, nazywany był polskim Neymarem.
23 lipca 2015 został piłkarzem pierwszoligowej Pogoni Siedlce. W nowych barwach zadebiutował 1 sierpnia 2015 w meczu z Dolcanem Ząbki, zaś pierwszego gola strzelił 30 sierpnia 2015, w meczu z Zagłębiem Sosnowiec.  W Pogoni rozegrał w sumie 35 meczów, w których strzelił 7 goli i zanotował 4 asysty.
Po sezonie parafował obowiązujący od 1 lipca 2016 dwuletni kontrakt z występującą w Ekstraklasie, Koroną Kielce. W klubie zadebiutował 9 sierpnia 2016, w przegranym po rzutach karnych, meczu 2. rundy Pucharu Polski z Puszczą Niepołomice. Wystąpił wówczas w podstawowym składzie i nie wykorzystał jedenastki w konkursie rzutów karnych.
31 sierpnia 2016, został wypożyczony na rok do Miedzi Legnica. W drużynie zadebiutował 2 września 2016 podczas wygranego 2:0, meczu 7. kolejki I ligi z Chojniczanką Chojnice. 17 września 2016, w ligowym meczu z GKS Katowice, strzelił swoją pierwszą bramkę dla Miedzi.
8 lipca 2017, został wypożyczony na rok do Wigier Suwałki. Zadebiutował 22 lipca 2017 w meczu Pucharu Polski z GKS Bełchatów. Pierwszego gola dla Wigier strzelił w swoim ligowym debiucie dla tego klubu, 30 lipca 2017 w spotkaniu I ligi z GKS Tychy (1:2). Po zakończeniu sezonu opuścił zespół.
12 lipca 2018 podpisał dwuletni kontakt z Odrą Opole. W klubie zadebiutował 21 lipca 2018 w spotkaniu z GKS Tychy, które zakończyło się zwycięstwem Odry 2:1. 28 lipca 2020, w kolejnym, rozgrywanym w Opolu, spotkaniu I ligi z Sandecją Nowy Sącz, zdobył swoją pierwszą bramkę dla klubu i zapewnił zespołowi zwycięstwo 1:0.
9 lipca 2019 podpisał dwuletni kontrakt z Wartą Poznań. 26 lipca 2019 w meczu I kolejki I ligi ze Stalą Mielec (1:2) zadebiutował w nowym zespole. 18 września 2019 w meczu z Odrą Opole, zdobył swoją pierwszą bramkę dla klubu. W sezonie 2019/20 pokonując w barażach kolejno Bruk-Bet Termalicę Nieciecza (1:0) oraz Radomiaka Radom (2:0), wraz z drużyną awansował do Ekstraklasy. Dla poznańskiego klubu był to powrót do najwyższej klasy rozgrywkowej po 25 latach. Rybicki w całym sezonie wystąpił w 27 meczach, zdobywając jednego gola i notując dwie asysty. W spotkaniach barażowych był podstawowym zawodnikiem swojej drużyny. 5 lutego 2021 zdobył bramkę zapewniając drużynie remis 1:1 w meczu z Lechią Gdańsk. W sezonie 2020/2021 rozegrał w barwach Warty 15 spotkań strzelając 1 gola, a drużyna zajęła 5. miejsce w Ekstraklasie.
24 sierpnia 2021 po trzech latach powrócił do Wigier Suwałki podpisując roczny kontrakt z klubem występującym w II lidze. 29 czerwca 2022 podpisał kontrakt z Motorem Lublin, występującym również na trzecim szczeblu rozgrywek. W sezonie 2022/2023 jako podstawowy zawodnik po barażach awansował z klubem do I ligi – Rybicki zanotował asystę przy bramce Filipa Wójcika 1:0 w finale baraży ze Stomilem Olsztyn (1:1, k. 5:2).

## Kariera reprezentacyjna
Mariusz Rybicki po raz pierwszy został powołany do reprezentacji Polski U-20 przez Stefana Majewskiego na towarzyskie spotkanie z reprezentacją Bośni i Hercegowiny. W tym meczu wszedł na boisko w przerwie. Łącznie w reprezentacjach młodzieżowych rozegrał 5 spotkań- 4 w kadrze U-20 i jedno w zespole U-21.

## Statystyki

### Klubowe
(aktualne na dzień 3 września 2023)
| Klub                 | Sezon              | Liga               | Liga  | Liga   | Liga   | Puchary krajowe | Puchary krajowe | Puchary krajowe | Inne  | Inne   | Inne   | Suma  | Suma   | Suma   |
| Klub                 | Sezon              | Liga               | Mecze | Bramki | Asysty | Mecze           | Bramki          | Asysty          | Mecze | Bramki | Asysty | Mecze | Bramki | Asysty |
| -------------------- | ------------------ | ------------------ | ----- | ------ | ------ | --------------- | --------------- | --------------- | ----- | ------ | ------ | ----- | ------ | ------ |
| Widzew Łódź (wyp.)   | 2011/2012          | Ekstraklasa        | 6     | 1      | 0      | –               | –               | –               | –     | –      | –      | 6     | 1      | 0      |
| Widzew Łódź          | 2012/2013          | Ekstraklasa        | 26    | 3      | 2      | 1               | 0               | 0               | –     | –      | –      | 27    | 3      | 2      |
| Widzew Łódź          | 2013/2014          | Ekstraklasa        | 29    | 3      | 2      | 1               | 0               | 0               | –     | –      | –      | 30    | 3      | 2      |
| Widzew Łódź          | 2014/2015          | I liga             | 26    | 3      | 2      | 1               | 0               | 0               | –     | –      | –      | 27    | 3      | 2      |
| Pogoń Siedlce        | 2015/2016          | I liga             | 34    | 7      | 4      | 1               | 0               | 0               | –     | –      | –      | 35    | 7      | 4      |
| Korona Kielce        | 2016/2017          | Ekstraklasa        | –     | –      | –      | 1               | 0               | 0               | –     | –      | –      | 1     | 0      | 0      |
| Miedź Legnica (wyp.) | 2016/2017          | I liga             | 19    | 2      | 1      | –               | –               | –               | –     | –      | –      | 19    | 2      | 1      |
| Wigry Suwałki (wyp.) | 2017/2018          | I liga             | 33    | 4      | 3      | 1               | 0               | 0               | –     | –      | –      | 34    | 4      | 3      |
| Odra Opole           | 2018/2019          | I liga             | 28    | 3      | 3      | 3               | 0               | 0               | –     | –      | –      | 31    | 3      | 3      |
| Warta Poznań         | 2019/2020          | I liga             | 25    | 1      | 2      | –               | –               | –               | 2     | 0      | 0      | 27    | 1      | 2      |
| Warta Poznań         | 2020/2021          | Ekstraklasa        | 13    | 1      | 0      | 2               | 0               | 0               | –     | –      | –      | 15    | 1      | 0      |
| Wigry Suwałki        | 2021/2022          | II liga            | 24    | 5      | 4      | 1               | 0               | 0               | 1     | 0      | 0      | 26    | 5      | 4      |
| Motor Lublin         | 2022/2023          | II liga            | 30    | 1      | 4      | 4               | 0               | 0               | 1     | 0      | 1      | 34    | 1      | 5      |
| Motor Lublin         | 2023/2024          | I liga             | 25    | 2      | 2      | 1               | 0               | 0               | 0     | 0      | 0      | 8     | 1      | 1      |
| Ogólnie w karierze   | Ogólnie w karierze | Ogólnie w karierze | 331   | 36     | 29     | 17              | 0               | 0               | 4     | 0      | 1      | 320   | 35     | 29     |

### Reprezentacyjne
| Reprezentacja | Rok     | Mecze | Bramki |
| ------------- | ------- | ----- | ------ |
| Polska U-21   |         |       |        |
| 2012          | 1       | 0     |        |
| Ogólnie       | Ogólnie | 1     | 0      |
| Polska U-20   |         |       |        |
| 2013          | 4       | 0     |        |
| Ogólnie       | Ogólnie | 4     | 0      |

| Mecze w reprezentacji | Mecze w reprezentacji | Mecze w reprezentacji | Mecze w reprezentacji          | Mecze w reprezentacji     | Mecze w reprezentacji | Mecze w reprezentacji | Mecze w reprezentacji    | Mecze w reprezentacji |
| #                     | Data                  | Reprezentacja         | Miejsce                        | Przeciwnik                | Rezultat              | Gole                  | Rozgrywki                | Źródło                |
| --------------------- | --------------------- | --------------------- | ------------------------------ | ------------------------- | --------------------- | --------------------- | ------------------------ | --------------------- |
| 1.                    | 14 listopada 2012     | U–21                  | Bilino Polje, Zenica           | Bośnia i Hercegowina U-21 | 0:0                   | –                     | mecz towarzyski          | [ 32 ]                |
| 2.                    | 27 marca 2013         | U–20                  | Stadion Miejski, Gliwice       | Włochy U-20               | 1:3                   | –                     | Turniej Czterech Narodów | [ 33 ]                |
| 3.                    | 11 października 2013  | U–20                  | Le Bouveret, Szwajcaria        | Szwajcaria U-20           | 2:1                   | –                     | Turniej Czterech Narodów | [ 34 ]                |
| 4.                    | 15 listopada 2013     | U–20                  | Stadion im. K.Górskiego, Płock | Szwajcaria U-20           | 4:0                   | –                     | Turniej Czterech Narodów | [ 35 ]                |
| 5.                    | 19 listopada 2013     | U–20                  | Stadion Górnika, Łęczna        | Niemcy U-20               | 0:1                   | –                     | Turniej Czterech Narodów | [ 36 ]                |